# Sattar Hamedani
Sattar Hamedani (Tabriz, 6 giugno 1974) è un ex calciatore iraniano, di ruolo centrocampista.